# 12 rund 2
12 rund 2 (tytuł oryg. 12 Rounds 2: Reloaded) − amerykański film akcji z 2013 roku w reżyserii Roela Reiné'a, sequel filmu 12 rund (2009) z Johnem Ceną obsadzonym w roli głównej. Obraz wyprodukowany został przez wytwórnię WWE Studios. Rolę główną odegrał wrestler Randy Orton.

## Opis fabuły
Ratownik medyczny ocala dwóch mężczyzn z wypadku samochodowego. Po roku ktoś zmusza go do udziału w śmiertelnie niebezpiecznej grze.

## Obsada
- Randy Orton − Nick Malloy
- Tom Stevens − Tommy Weaver
- Brian Markinson − Patrick Heller
- Venus Terzo − detektyw McKenzie
- Cindy Busby − Sarah Malloy
- Sean Rogerson − detektyw Sykes
- Colin Lawrence − Jay Thompson
- Sebastian Spence − naczelnik Devlin Weaver